# ロクソッマ
ロクソッマ科（ロクソッマか、学名：Loxommatidae または Baphetidae）は石炭紀後期のヨーロッパと北米に生息していた原始的な四肢動物のグループである。カナダからはこのグループに属すると推定される石炭紀前期の断片的な化石が発見されている。ほとんど頭骨と下顎骨しか発見されていないが、特徴的な鍵穴状の眼窩により他と区別される。伝統的な分類では分椎目とされていたが、分岐学的分類では両生綱に属さない、より原始的な四肢動物であると考えられている。

## 特徴
いずれもよく発達した側線系を持ち、水生の群だったと思われる。
頭骨は平らで、分椎目と炭竜目双方の特徴を持つ。
はっきりした耳切痕があるが鐙骨は太く、聴覚器官としての役割は無かったらしい。ここに呼吸孔があったのではないかという説もある。
体や四肢に関しては発見されている化石からはよく分からないが、水生有尾類やワニのようなタイプだったのだろうと考えられている。
最大の特徴は眼窩が前方に拡張されて鍵穴状になっていることである。何のために使われていたのか諸説あるが、いまだに決着を見ていない。
- 単弓類や双弓類の側頭窓のように大量の顎筋が付着する箇所で、顎を素早く強く閉める事ができたのではないかという説
- 体内の塩分を排出する塩類腺が納められており、汽水域でも生息できたのではないかという説
- ある種の魚類やカモノハシのような生物電気を感知する電気受容器が納められていたのではないかという説.[1]

がある。

## 下位分類
バフェテス属 Baphetes
石炭紀後期のイギリス・チェコ・オハイオなどに生息していた。頭長30cmに及ぶ丸みを帯びた三角形の平たい頭部で、大きく鋭い歯を多数備えていた。大型の水生捕食者であったと思われる。Robert Owen により1854年に記載された。
エウクリッタ属 Eucritta
石炭紀後期のスコットランドに生息。全長約25cmで、寸の詰まった頭部と比較的短く頑丈な四肢が発見されている。本科中最も原始的とされる。J. Clack により1998年に記載された。模式種は E. melanolimnetes。その名は「The Creature from the Black Lagoon（大アマゾンの半魚人の原題）の意。
キリニオン属 Kyrinion
石炭紀後期のイギリスに生息。全長1.8mに及ぶ。J. Clack により2003年に記載された。模式種は K. martilli。
ロクソッマ属 Loxomma
石炭紀後期のイギリスに生息。バフェテス属に似るがより小さく、頭骨は更に幅広かった。T. Geksli により1862年に記載された。模式種は L. allmanni。
メガロケファルス属 Megalocephalus
石炭紀後期のイギリス・アイルランド・オハイオに生息。頭骨は頭長35cmに及び、ワニに似た細長いものである。大きく丈夫な歯を多数備えていた。Keyzom に1946年記載された。模式種は M. pachycephalus。
スパチケファルス属 Spathicephalus
石炭紀後期のイギリスに生息。学名は「鋤の頭」の意。頭部は非常に扁平でスコップのような形をしており、頭長22cm。非常に細かい歯が櫛状に並んでおり、濾過食性だったのではないかといわれている。D. Watson により1926年に記載された。

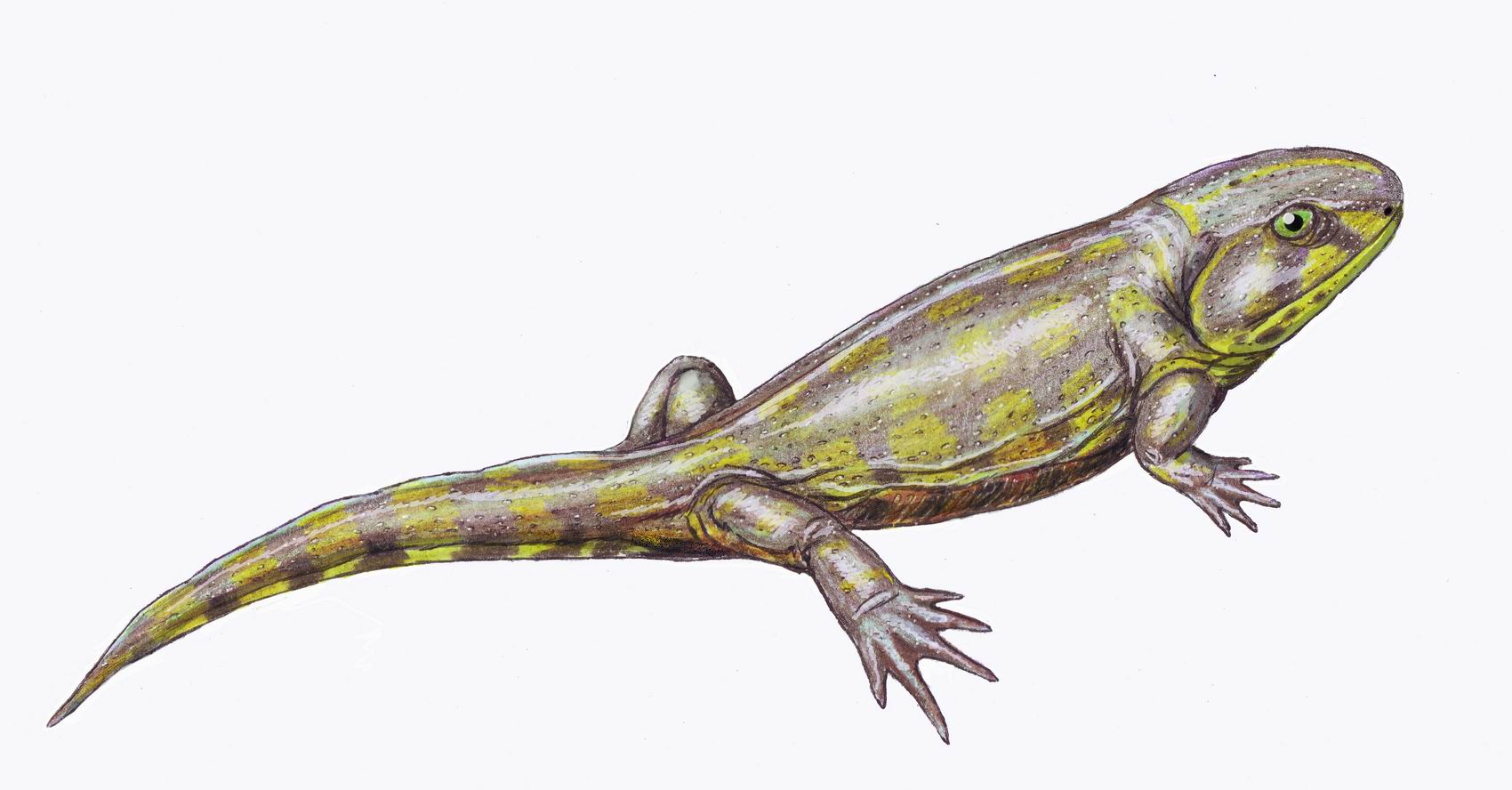
Eucritta melanolimnetes
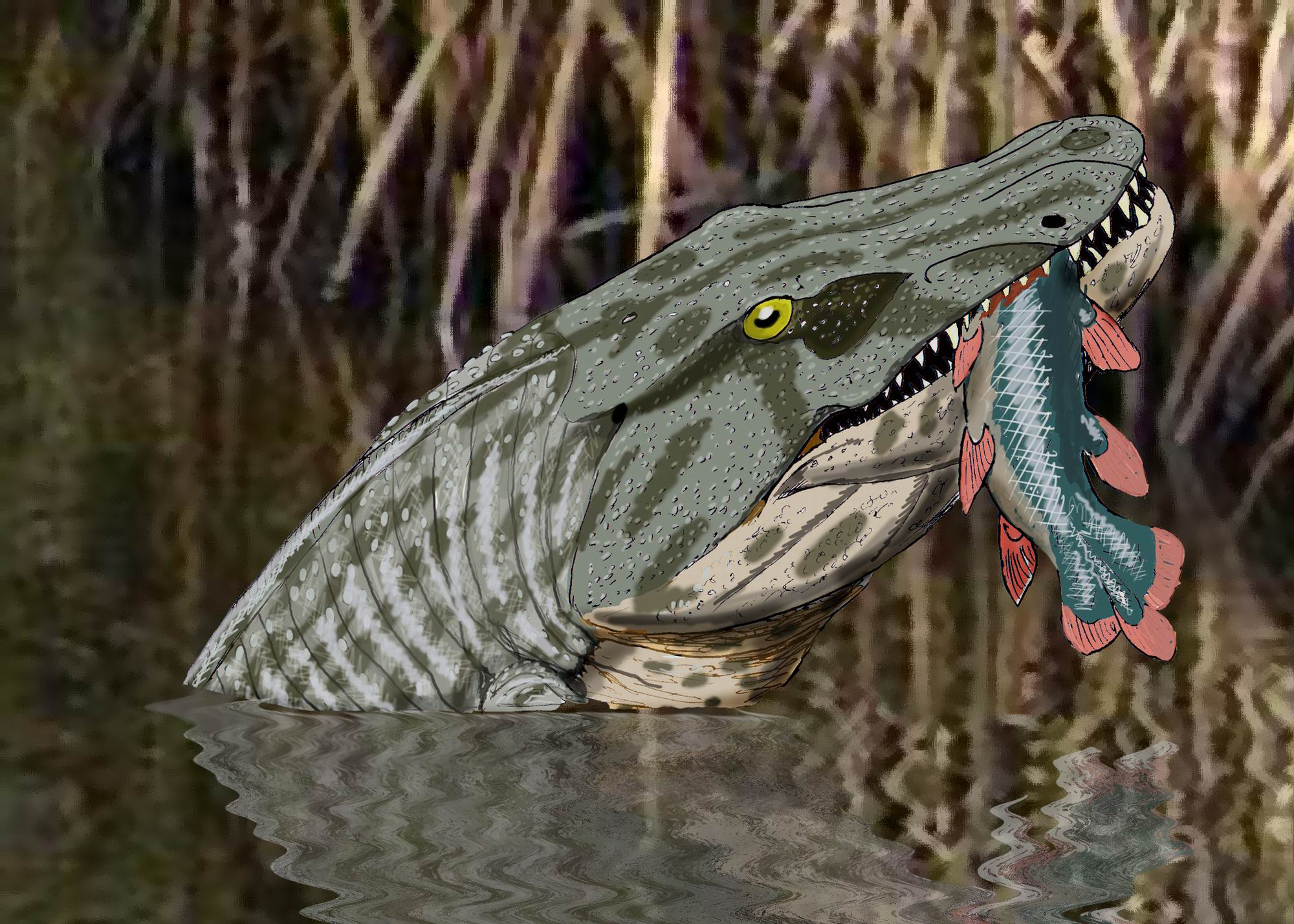
Megalocephalus 最大のロクソッマ科
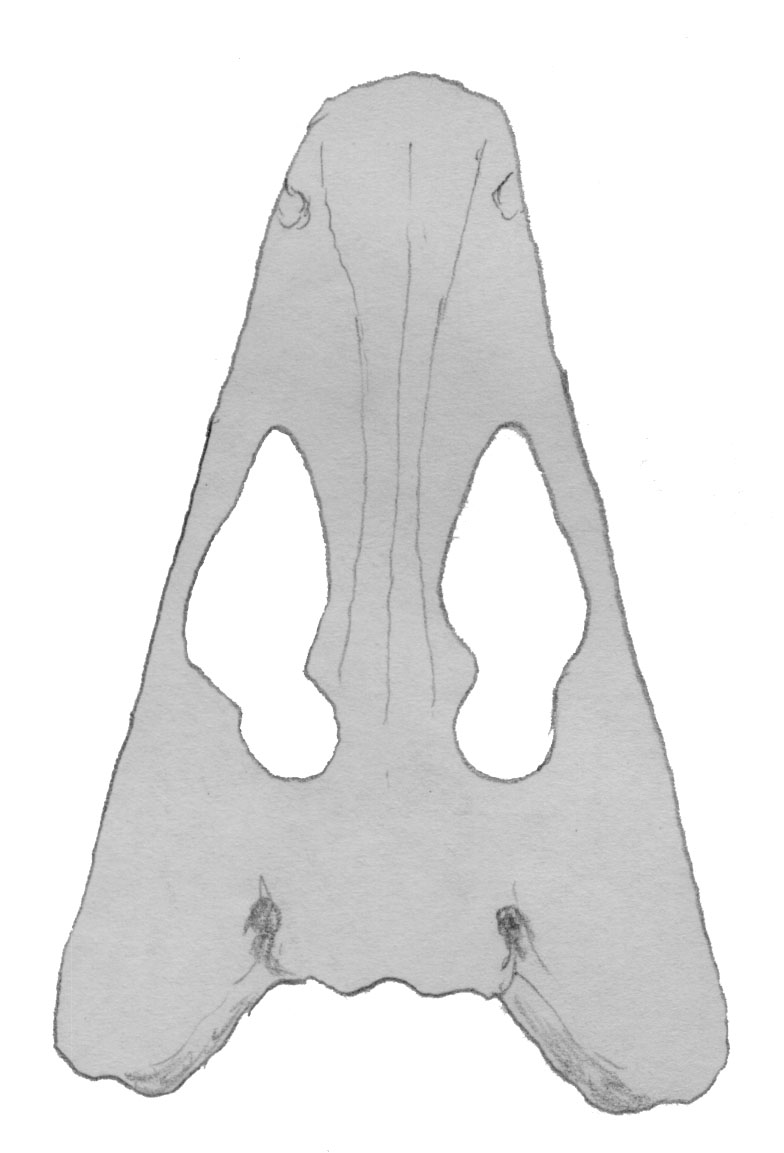
Megalocephalus の頭骨